# منطقه آزاد تجاری
منطقه آزاد تجاری (FTZ) یک نوع از مناطق ویژه اقتصادی است. این منطقه جغرافیایی است که در آن کالاها ممکن است تحت مقررات گمرکی خاص وارد، ذخیره، جابجایی، تولید، یا پیکربندی مجدد و صادرات مجدد شوند و عموماً مشمول عوارض گمرکی نیستند. مناطق آزاد تجاری به طور کلی در اطراف بندرهای بزرگ دریایی، فرودگاه‌های بین‌المللی و مرزهای ملی سازماندهی می‌شوند – مناطقی که دارای مزایای جغرافیایی زیادی برای بازرگانی هستند.

## پیشینه
ایدهٔ ایجاد مناطق آزاد تجاری به پس از جنگ جهانی دوم بر می‌گردد که در آن کشورهای زیادی به استقلال رسیدند، این کشورها در صدد برآمدند تا آثار عقب ماندگی را از بین ببرند. در این راستا، رسیدن به استقلال اقتصادی-صنعتی را یکی از مهم‌ترین عوامل پیشرفت دانسته و بدین جهت در پی یافتن نظریه‌ها و راهبردهایی بودند که هر چه سریع‌تر آثار عقب ماندگی را زدوده و صاحب صنعت شوند. چندین نظریه و استراتژی جهت توسعه صنعتی ارائه شدند، از جملهٔ آن‌ها، استراتژی تشویق یا توسعه صادرات بود که پس از سرخوردگی کشورهای در حال توسعه از سیاست جایگزینی واردات، به عنوان سیاستی که می‌تواند توسعه اقتصادی را به ارمغان بیاورد، توسط مؤسساتی نظیر سازمان توسعه صنعتی ملل متحد (یونیدو) پیشنهاد و تشویق می‌شد.
نکتهٔ مهم قابل ذکر این است که، همان‌طور که در قلب سیاست جایگزینی واردات، حمایت از صنایع نوزاد بود، در قلب سیاست توسعهٔ صادرات بحث ایجاد مناطق آزاد تولیدی و تجاری مطرح بود و ادعا می‌شد اگر چنین مناطقی ایجاد شود در بسیاری از کمپانی‌های خارجی انگیزهٔ سرمایه‌گذاری در این مناطق ایجاد خواهد شد که به تبع آن، تکنولوژی جدید، اشتغال جدید و توان صادرات و ارز از آن حاصل خواهد گردید که توسعهٔ صنعتی کشور را به دنبال خواهد داشت؛ لذا مناطق آزاد تجاری مورد توجه قرار گرفتند.

## تعریف
چندین تعریف برای مناطق آزاد تجاری وجود دارد که در آن‌ها برای معرفی مناطق آزاد از واژه‌هایی همچون منطقه آزاد پردازش صادرات، منطقه تجارت خارجی و سایر واژه‌ها استفاده می‌شود.
مناطق آزاد تجاری، طبق تعریف سازمان توسعه صنعتی ملل متحد[United Nations Industrial Development Organization-UNIDO]، به‌عنوان محرکه‌ای در جهت تشویق صادرات صنعتی تلقی می‌گردد.
با این که تعریف جامعی برای مناطق آزاد وجود ندارد، اما به نظر می‌رسد که تعریف بانک جهانی تعریف کامل تری باشد:
«منطقه آزاد تجاری، قلمرو معینی است که غالباً در محدودهٔ داخل یک بندر یا در مجاورت آن قرار گرفته و در آن تجارت آزاد با سایر نقاط جهان مجاز شناخته شده‌است. چنانچه کالاها را می‌توان بدون پرداخت حقوق و عوارض گمرکی از این مناطق صادر کرد یا به این مناطق وارد نمود و آن‌ها را برای مدتی در انبار ذخیره و در صورت لزوم بسته‌بندی و مجدداً صادر کرد. کالاهایی که از منطقه آزاد تجاری به کشور میزبان وارد می‌شوند، حقوق و عوارض گمرکی مقرر را می‌پردازند. 
مناطق پردازش صادرات علاوه بر تسهیلات فوق، ابنیه و خدمات مورد نیاز جهت تولید، تبدیل مواد خام و کالاهای واسطه‌ای وارداتی به محصولات نهایی را به هدف صدور آن‌ها و برخی اوقات جهت فروش در بازار داخلی، به شرط پرداخت حقوق و عوارض گمرکی معمول فراهم می‌نمایند. از این جهت منطقه آزاد پردازش صادرات ناحیه صنعتی ویژه‌ای است که تولیدات آن جهت‌گیری صادراتی دارند. تسهیلات این مناطق جهت جلب سرمایه‌گذاران خارجی و تسهیل استقرار آن هاست و معمولاً با مشوق‌های دیگری نیز همراه است.»

## مبانی نظری تجارت آزاد و اهداف شکل‌گیری مناطق آزاد
اقتصاددانان کلاسیک مانند آدام اسمیت معتقد بودند که تجارت آزاد بین‌المللی نیز رفاه جهان را حداکثر می‌کند. اسمیت معتقد بود اگر هر کشور در تولید کالایی که در آن کارایی بیشتری دارد، تخصص یابد و مازاد کالای تولیدی خود را با کالایی که در تولید آن کارایی ندارد، مبادله کند، تولید کل هر دو کالا در جهان افزایش خواهد یافت.
این اضافه تولید را کشورهای طرف تجارت بین یکدیگر تقسیم می‌کنند. این در واقع تعمیم منافع حاصل از تقسیم کار (و مبادله) در سطح مناسبات بین‌المللی است. چنانچه دولت دخالت نمی‌کرد یا اقتصاد آزاد بود و همچنین تجارت بین‌الملل نیز آزاد می‌بود، منافع حاصل از تجارت به حداکثر می‌رسید؛ لذا به نظر می‌رسد که وضع محدودیت‌ها در برابر جریان آزاد کالاها و خدمات و عوامل تولید بین کشورها، با این هدف مغایر است؛ ولی در عمل همه کشورهای جهان محدودیت‌هایی را بر جریان تجارت بین‌الملل اعمال می‌کنند. این محدودیت‌ها همواره براساس رفاه ملی توجیه می‌شوند. در واقع این محدودیت‌ها برای حمایت از صنایع و کارگرانی که از واردات صدمه می‌بینند، وضع می‌شود.
از بحث کلاسیک‌ها این‌طور به نظر می‌رسد که تجارت آزاد از خودکفایی اقتصادی برای هر کشور و بنابراین برای جهان بهتر است. با این حال تجارت آزاد شرط لازم برای حداکثر کردن رفاه جهان است اما شرط کافی نیست، چرا که توزیع درآمد میان مردم و نیز کشورها مهم است و باید در نظر گرفته شود.
به‌طور کلی دو دیدگاه و نظریه دربارهٔ تجارت آزاد بین‌المللی وجود دارد: دیدگاه بین‌المللی و دیدگاه منطقه‌ای.
دیدگاه بین‌المللی به کنفرانس‌های بین‌المللی تحت نظارت موافقت نامه عمومی تعرفه و تجارت (گات) توجه دارد و از طریق انجام مذاکرات بین‌المللی از قبیل مذاکرات دور توکیو و دور اوروگوئه در صدد کاهش عوارض گمرکی و از بین بردن سایر موانع تجاری در جهت تحقق تجارت آزاد در جهان است.
دیدگاه منطقه‌ای به توافق میان کشورها تأکید داشته و هدف آن نیز آزادی تجارت میان کشورهای منطقه با حفظ موانع گمرکی برای سایر کشورهای جهان است. این دیدگاه در چارچوب اجتماع کشورها تحت عنوان، ۱.اتحادیه تجارت ترجیحی. ۲. منطقه آزاد تجاری. ۳.اتحادیه گمرکی. ۴.بازار مشترک. ۵.اتحادیه اقتصادی تحقق پیدا می‌کند.

## اهمیت مناطق آزاد تجاری
ایجاد یک منطقه آزاد، در صورت موفقیت می‌تواند امتیازاتی را برای اقتصادهای بسته و ناکارا داشته باشد. برخی از این امتیازات عبارتند از:
-جذب سرمایه خارجی به ویژه در بخش‌های مولد.
-جذب و انتقال تکنولوژی به درون اقتصاد کشور.
-کارآفرینی در داخل کشور.
-افزایش تولید و ارزش افزوده ی بخش‌های اقتصادی به ویژه بخش صنعت.
-کمک به کشور برای ورود به بازارهای جهانی و آشنایی با تجارت خارجی و گسترش و متنوع ساختن صادرات.
-افزایش کارایی اقتصادی و تربیت نیروی انسانی ماهر.
-افزایش درآمد کشور ناشی از فعالیت‌های خدماتی (حمل و نقل، بارگیری و تخلیه، بانکداری، بیمه گری و توریسم).
-کمک به ورود کالاهای واسطه‌ای و سرمایه‌ای با شرایط و قیمت مناسب تر.

## پیش نیازهای لازم برای تأسیس مناطق آزاد
حداقل امکانات مورد نیاز برای تأسیس مناطق آزاد را می‌توان در موارد زیر خلاصه کرد:
۱. ایجاد اسکله هائی که کشتی‌های حداقل تا ۲۵ هزار تن بتوانند در آن پهلو گرفته تخلیه و بارگیری نمایند.
1. ایجاد محوطه‌های مناسب برای بازاندازی و همچنین استقرار تجهیزات بندرها (جرثقیل، لیفتراک، ترانس می‌تر).
2. ایجاد انبارهای مناسب در بندر و تأمین آب و برق و سوخت منطقه.
3. ایجاد یا توسعه فرودگاه و ساختن ترمینال‌های مناسب.
4. ایجاد دبستان، بیمارستان، فروشگاه و شرکت‌های خدماتی و …
5. اعطاء مجوز فرود به هواپیماهای مسافربری که از خارج عازم منطقه می‌شوند.
6. تأسیس شبکه‌های مخابراتی پیشرفته (تلفن، تلکس و فکس و…).

در یک منطقه یا بندر آزاد، کلیه فعالیت‌های مزبور را می‌توان با همکاری دولت و بخش خصوصی یا جذب سرمایه‌داران خارجی و داخلی انجام داد؛ اما باید خاطرنشان ساخت که در کارهای زیربنائی معمولاً بخش خصوصی رغبتی از خود نشان نمی‌دهد؛ بنابراین تأمین آب و برق و ایجاد شبکه توزیع آن، فاضلاب، فرودگاه، ترمینال جاده‌های آسفالت، ایجاد بندرگاه مجهز، تأسیس شبکه‌های مخابراتی پیشرفته و… باید توسط خود دولت صورت گیرند.

## تاریخچه مناطق آزاد تجاری
قدیمی‌ترین بندر آزاد جهان، که به‌طور مشخص برای افزایش حجم داد و ستد پایه‌گذاری شد، بندر آزاد رومی‌ها واقع در جزیره دلاس در دریای اژه بود، که با هدف افزایش حجم مبادلات تجاری بین مصر، یونان، سوریه، شمال آفریقا، آسیا و رم تأسیس شده بود و در آن همه داد و ستدها بدون دریافت حقوق گمرکی انجام می‌شد. پس از آن می‌توان به بندرهایی چون جنوا، ونیز و جبل‌الطارق اشاره کرد که وظایفی مشابه بندرهای آزاد دلاس داشتند. با این وجود، منطقه آزاد هامبورگ که در سال ۱۸۸۸ تأسیس شد، پیشگام حقیقی مناطق آزاد محسوب می‌شود. به این منطقه برای تولید مشروط بر آن که با صنایع داخلی به رقابت برنخیزد، تسهیلات خاصی اعطا شد.
موفقیت چشمگیر بندر آزاد هامبورگ، ایجاد مناطق آزاد دیگر را به ویژه در اروپا باعث شد. کپنهاک در سال ۱۸۹۴، دانتسیشدر سال ۱۸۹۹ و بندرهای مالمو، هانگو، فیدم و تریست در اروپا، سنگاپور، هنگ‌کنگ و ماکائو در آسیا در زمرة بندرهای آزادی بودند که به تدریج تا قبل از جنگ جهانی دوم ایجاد شدند در ایالات متحده آمریکا، تا تصویب لایحه مناطق تجارت در سال ۱۹۳۴، منطقه تجارت آزاد وجود نداشت اما تا سال ۱۹۸۲ در این کشور ۶۸ منطقه آزاد تجاری فعال ایجاد گردیده بود، البته حجم مبادلات این بندرها و مناطق آزاد، یک درصد از کل حجم تجارت خارجی آمریکا را شامل می‌گردید.
به‌طور کلی تفکر حاکم بر مناطق آزاد در قبل از جنگ دوم جهانی در انبارداری، انتقال کالا از یک وسیلة نقلیه به وسیلة نقلیة دیگر، صدور مجدد کالا و در یک جمع‌بندی کلی در تجارت خلاصه می‌شد. در ادبیات مناطق آزاد، بعد از جنگ جهانی دوم، منطقة آزاد شانون در ایرلند را که در سال ۱۹۵۹ برپا شد به عنوان اولین منطقة آزاد به مفهوم امروزی آن می‌شناسند؛ زیرا برای اولین بار جذب سرمایة خارجی، انتقال تکنولوژی و ایجاد اشتغال از هدف‌های عمدة منطقة آزاد شانون محسوب می‌شد.
در بین کشورهای آسیایی، هندوستان نخستین کشوری بود که مبادرت به ایجاد منطقه آزاد تجاری کرد. این کشور در سال ۱۹۶۵ منطقه آزاد کاندلا را ایجاد نمود و بعداً شش منطقه دیگر را نیز به آن اضافه کرد. دومین کشور آسیایی که در سال ۱۹۶۸ منطقه آزاد برپا نمود، سنگاپور بود. پس از آن فیلیپین منطقه باتان را در سال ۱۹۶۹ تأسیس کرد و بعدها شش منطقه دیگر را نیز به آن اضافه کرد. 
مالزی در دهه ۱۹۷۰، ده منطقه آزاد تأسیس نمود و پس از آن کره پنجمین کشور آسیایی بود که در نیمه اول دهه ۱۹۷۰ دو منطقه ماسان و ایری را تأسیس کرد. تایلند در ۱۹۷۷ نخستین منطقه آزاد را ایجاد نمود و چین نیز در دهه ۱۹۸۰ به دنبال ایجاد منطقه آزاد تجاری رفت. هدف این کشورها از ایجاد مناطق آزاد، افزایش صادرات، ایجاد فرصت‌های شغلی، جلوگیری از تمرکز فعالیت‌ها در شهرهای بزرگ، ارتقای تکنولوژی و افزایش ارتباط با اقتصاد جهانی بود.

## تفاوت مناطق آزاد تجاری با مناطق ویژه اقتصادی
منطقه ویژه اقتصادی عبارت است از محدوده جغرافیائی مشخص در مبادی ورودی یا در داخل کشور که به‌منظور پشتیبانی از تولید و هم‌چنین تأمین کالا برای مصارف داخلی کشور و بدون رعایت مقررات صادرات و واردات و مراحل ثبت سفارش یا محدودیت زمانی برای نگهداری (مدت مقرر در آئین‌نامه امور گمرکی) در انبار بندرها و مقررات ارزی تحت شرایطی مطمئن و آسان توسط فروشندگان و تولیدکنندگان خارجی یا شرکای آن‌ها به این مناطق وارد می‌شوند. واردکنندگان کالا به این مناطق می‌توانند تمام یا قسمتی از کالای خود را در مقابل قبض انبار تفکیکی قابل معامله که توسط مدیریت منطقه صادر می‌شود به دیگران واگذار نماید. در این‌صورت دارنده قبض انبار تفکیکی صاحب کالا محسوب می‌شود. مدیریت منطقه مجاز است به درخواست خریداران نسبت به صدور گواهی مبدأ باری کالای خریداری شده از منطقه با تأیید گمرک ایران اقدام نماید. 
بانک‌های کشور مکلف به پذیرش گواهی مبدأ صادره می‌باشند. ورود کالا از منطقه ویژه به داخل کشور مستلزم رعایت مقررات صادرات و واردات و انجام مراحل ثبت سفارش در وزارت بازرگانی و بانک و ترخیص کالا از گمرک می‌باشد. واردات کالا به میزان نسبتی از ارزش افزوده و قطعات داخلی به کار رفته در کالاهای تولیدی در یک منطقه ویژه اقتصادی به داخل بدون رعایت مقررات مذکور و انجام مراحل ثبت سفارش و گشایش اعتبار بلامانع است.